# シスタミン
シスタミン (cystamine) は、ジスルフィド結合を有する有機化合物の一つ。シスチンを脱炭酸することにより得られる。不安定な液体であるため、通常は二塩酸塩（C4H12N2S2·2HCl）の形で扱われる。
毒性があり、服用または吸入に際して健康を害する可能性がある。

## 脚註
1. ↑  Merck Index, 12th Edition, 2846.